# Opius helavai
Opius helavai är en stekelart som beskrevs av Fischer 1983. Opius helavai ingår i släktet Opius och familjen bracksteklar. Inga underarter finns listade i Catalogue of Life.